# アランフエス協奏曲

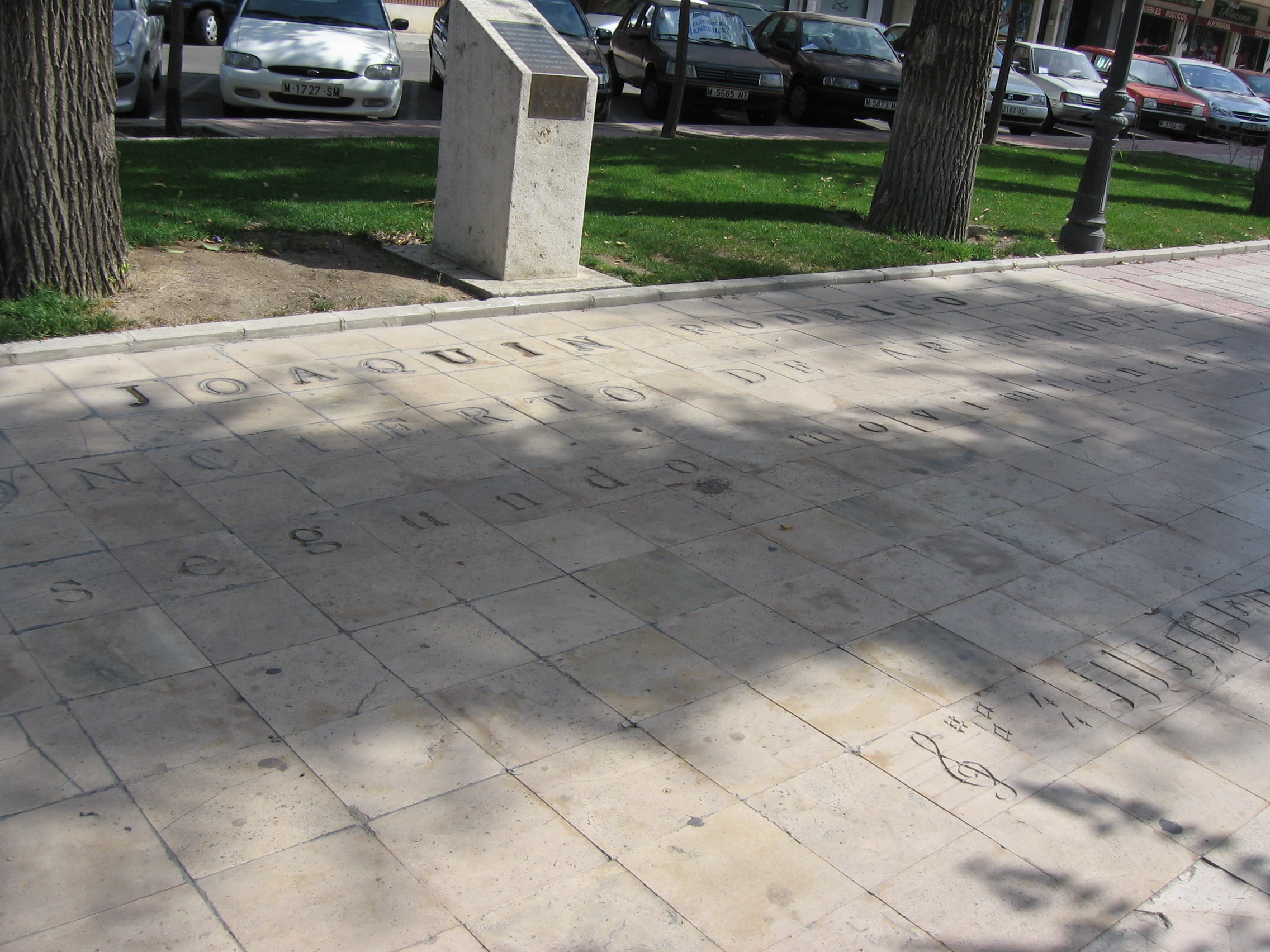
アランフエスにある記念碑

アランフエス協奏曲（西: Concierto de Aranjuez）は、ホアキン・ロドリーゴが1939年に作曲したギター協奏曲。1940年11月9日にレヒーノ・サインス・デ・ラ・マーサのギター、セサール・メンドーサ・ラサーリェの指揮、バルセロナ・フィルハーモニー管弦楽団によりバルセロナにて初演された。

## 概要
この曲の第2楽章はその哀愁をたたえた美しい旋律から広く知られている。古典派以来の一般的な協奏曲は第1楽章が最も長いものであるが、この作品は緩徐楽章である第2楽章が最も長い。
ロドリーゴはスペインの古都アランフエス（マドリード県南部にある都市で、宮殿が有名）が作曲当時のスペイン内戦で被害を受けたことから、スペインとアランフエスの平和への想いを込めて作曲したと言われている。第2楽章については、病によって重体となった妻や失った初めての子供に対する神への祈りが込められているとも言われている。
第1楽章の主題は、1978年作のギター曲『トリプティコ』の第3曲「スケルツィーノ」（scherzino）に転用されている。
第2楽章はポピュラー・クラシックとして編曲されるなど広く知られており、ギル・エヴァンスの編曲を得て1959年に演奏されたトランペット奏者マイルス・デイヴィスのアルバム『スケッチ・オブ・スペイン』のバージョンは有名である。ジャズ界では他に、モダン・ジャズ・カルテット、ジム・ホールやマンハッタン・ジャズ・クインテットも取り上げた。また、チック・コリアは自身の楽曲『スペイン』のイントロに第2楽章のフレーズを用いている。ギイ・ボンタンペリがフランス語の歌詞を付け「恋のアランフエス」「我が心のアランフエス」と名付けた。
第3楽章は、スペインの平和を願って作られたものである。
ギター協奏曲全般についていえることであるが、クラシック・ギターの音量が小さいことからオーケストラが音のバランスに苦労することでも知られる。このため、オーケストラの音量を下げたり、ギターにマイクロフォンを置くこともある。
なお、本作には独奏楽器をハープに置き換えた別稿もあるが、取り上げられる機会はギター稿に比較して非常に少ない。

## 編成
独奏ギター、フルート2（ピッコロ持ち替え1）、オーボエ2（イングリッシュ・ホルン持ち替え1）、クラリネット2、ファゴット2、ホルン2、 トランペット2、弦五部

## 構成
全体として簡素な書法で書かれており、フランシス・プーランクはこの作品を「一音の無駄もない」と評している。
- 第1楽章 Allegro con spirito ニ長調
- 第2楽章 Adagio ロ短調 … 変奏曲。冒頭イングリッシュ・ホルンによって提示される主題が有名。
- 第3楽章 Allegro gentile ロ長調 … 2/4と3/4の複合拍子。

## エピソード
- ギター演奏に関する知識がほとんどなかったロドリーゴは、この協奏曲の作曲に際して、レヒーノ・サインス・デ・ラ・マーサからの助言を得ている[2]。
- 献呈を受けられなかった大ギタリスト、アンドレス・セゴビアは、独奏楽器とオーケストラの掛けあいに問題があるとしてこの曲を演奏せずにいた。後にレヒーノ・サインス・デ・ラ・マーサの門下生であるナルシソ・イエペスがこの曲をデビュー公演で演奏し、イエペスの鮮烈さと相まって曲が有名になると、セゴビアは完全に興味をなくし、結局生涯に一度も演奏することはなかった。
- 1982年にハーバート・クレッツマーとハル・シェイパーによる歌詞が付けられ、『Follow Me』としてデミス・ルソスのシングル曲として発表された。この曲は1989年発売の伊藤君子のアルバムにも収録されており、2004年には川井憲次の編曲により、映画『イノセンス』の主題歌として使用された。
- 1993年には『音楽ファンタジー・ゆめ』でこの曲が使用されている。この番組で使用された楽曲の大半は、物故者による作品だったが、本作のみ放送当時存命の作曲者による作品だった。また、冨田勲(『宇宙幻想』)やTHE ALFEE(『THE ALFEE CLASSICS III』)、ポール・モーリア、ハーブ・アルパートによるアレンジも存在する。